# Caprichromis liemi
Caprichromis liemi è una specie di pesci della famiglia dei Ciclidi. Risiede in Malawi, Mozambico, e Tanzania. Il suo habitat naturale sono i laghi di acqua dolce.